# یگاکور
یگاکور ( ترکی آذربایجانی: Yegakor) یک منطقهٔ مسکونی در جمهوری آرتساخ است که در استان مارتاکرت واقع شده‌است.